# 1197 Rhodesia
1197 Rhodesia (1931 LD) là một tiểu hành tinh vành đai chính được phát hiện ngày 9 tháng 6 năm 1931 bởi Cyril V. Jackson ở Johannesburg (UO). Nó được đặt tên theo Rhodesia (nay là Zimbabwe).